# اتحادیه خارنیا
اتحادیه خارنیا (به لاتین: Kharnia Union) یک منطقهٔ مسکونی در بنگلادش است که در Dumuria Upazila واقع شده‌است.